# I Trofeu Anxaneta de Plata
El I Trofeu Anxaneta de Plata tingué lloc el 30 d'agost de 1968 a la plaça de la Vila de Vilafranca del Penedès, en el marc de la diada de Sant Fèlix de la festa major vilafranquina. Fou el quinzè concurs de castells de la història i el primer de les quatre edicions del Trofeu Anxaneta de Plata, celebrades els anys 1968, 1969, 1970 i 1971.
Hi van participar tres colles: els Nens del Vendrell, els Minyons de l'Arboç i els Castellers de Vilafranca. La victòria fou pels Nens del Vendrell, que van carregar el 4 de 8 i descarregar el 2 de 7 i el 3 de 7 aixecat per sota. Fou la tercera victòria dels vendrellencs en un concurs de castells, després de la de 1941 a Valls i la de 1952 a Tarragona.

## Resultats

### Classificació
| Resultat              |
| --------------------- |
| Descarregat (D)       |
| Carregat (C)          |
| Intent (I)            |
| Intent desmuntat (ID) |

En el I Trofeu Anxaneta de Plata hi van participar 3 colles.
Llegenda
a: amb agulla o pilar al mig
ps: aixecat per sota
| Pos | Colla                    | 1a ronda | 2a ronda | 3a ronda | 4a ronda | Punts |
| --- | ------------------------ | -------- | -------- | -------- | -------- | ----- |
| 1   | Nens del Vendrell        | 2de7     | 4de8(c)  | 3de7ps   | Pde6(i)  | 1.730 |
| 2   | Minyons de l'Arboç       | 3de7     | 4de7a    | Pde5(c)  | 5de7(i)  | 567,5 |
| 3   | Castellers de Vilafranca | 3de7     | 4de8(i)  | 4de7     | 2de7(i)  | 300   |

### Estadística
La següent taula mostra l'estadística dels castells que es van provar al concurs de castells. Els següents castells apareixen ordenats, de major a menor dificultat, segons la valoració tradicional que se'ls atribueix a cada un.
| Castell                 | Descarregat | Carregat | Intent | Intent desmuntat | Total |
| ----------------------- | ----------- | -------- | ------ | ---------------- | ----- |
| Pilar de 6              | —           | —        | 1      | —                | 1     |
| 4 de 8                  | —           | 1        | 1      | —                | 2     |
| 2 de 7                  | 1           | —        | 1      | —                | 2     |
| 3 de 7 aixecat per sota | 1           | —        | —      | —                | 1     |
| 5 de 7                  | —           | —        | 1      | —                | 1     |
| 4 de 7 amb l'agulla     | 1           | —        | —      | —                | 1     |
| 3 de 7                  | 2           | —        | —      | —                | 2     |
| 4 de 7                  | 1           | —        | —      | —                | 1     |
| Pilar de 5              | —           | 1        | —      | —                | 1     |
| Total                   | 6           | 2        | 4      | 0                | 12    |
| Percentatge             | 50%         | 16,6%    | 33,3%  | 0%               | 100%  |

## Taula de puntuacions
Els castells carregats rebien una penalització del 10%.
| Castell                             | Punts |
| ----------------------------------- | ----- |
| Pilar de cinc                       | 75    |
| Dos o torre de sis                  | 75    |
| Quatre de set                       | 100   |
| Tres de set                         | 200   |
| Quatre de set amb l'agulla o pilar  | 300   |
| Cinc de set                         | 400   |
| Tres de set aixecat per sota        | 500   |
| Dos o torre de set                  | 600   |
| Quatre de vuit                      | 700   |
| Tres de vuit                        | 900   |
| Pilar de sis                        | 1100  |
| Quatre de vuit amb l'agulla o pilar | 1300  |
| Cinc de vuit                        | 1500  |
| Dos o torre de vuit amb folre       | 1700  |
| Pilar de set amb folre              | 1900  |